# Il'in (Mondkrater)
Il'in ist ein kleiner Einschlagkrater auf der Mondrückseite.

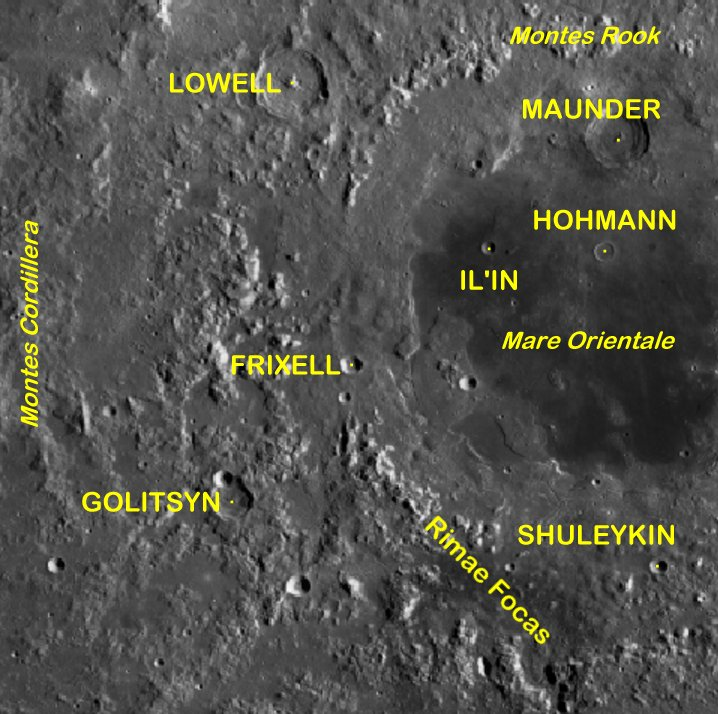
Umgebung des Kraters

Der Krater liegt im westlichen Teil des Mare Orientale, westlich des größeren Kraters Hohmann. Er kann daher von der Erde aus nicht beobachtet werden, ist aber bei günstiger Libration gerade noch sichtbar. Der ebenfalls größere Krater Lowell findet sich im Nordwesten und der nur wenig größere Fryxell im Südwesten.
Der Krater ist kreisrund und schüsselförmig mit einem Durchmesser von gut 12 km. Die Albedo ist geringfügig heller und Spektralanalysen des von der inneren Kraterwand reflektierten Lichts zeigen eine starke Absorption im 1000 nm und 2250 nm Bereich, was auf pyroxen-haltige Mineralien hinweist.
Il'in hat keine Nebenkrater.
Der Krater wurde 1985 von der IAU offiziell nach dem sowjetischen Raketentechniker Nikolai Jakowlewitsch Iljin benannt, er war bis dahin als Nebenkrater T von Hohmann geführt. Die Verwendung des Apostrophs im offiziellen Namen liegt daran, dass in der englischen Transliteration dadurch das Weichheitszeichen wiedergegeben wird, in der deutschen Transliteration verwendet man in diesem Fall den Buchstaben j.